# Silvia Federici
Silvia Federici (Parma, 24 d'abril de 1942) és una filòsofa, professora i activista del moviment autònom i del feminisme de tradició marxista. És professora emèrita de Ciències Socials a la Hofstra University. Treballà com a professora a Nigèria durant molts anys, és també la cofundadora del Committee for Academic Freedom in Africa i membre del Midnight Notes Collective.

## Biografia
Federici va créixer a Itàlia i el 1967 marxà als Estats Units (EUA) per a doctorar-se en filosofia a la Universitat de Buffalo. Va ensenyar a la Universitat de Port Harcourt, a Nigèria, i va ser professora associada i més tard catedràtica de Filosofia Política i Estudis Internacionals al New College de la Universitat de Hofstra.
En la dècada del 1970, va ser cofundadora amb Selma James de l'International Feminist Collective i organitzadora de la campanya Wages for Housework («salari pel treball domèstic»). Fou cofundadora del Committee for Academic Freedom in Africa, una organització que dona suport a la lluita d'estudiants i professors contra els ajustaments estructurals de les economies i els sistemes educatius africans. El 1995, va ser cofundadora de l'Associació de Filosofia Radical, un projecte contra la pena de mort als EUA.
El gener de 2021, fou una de les 50 personalitats que signà el manifest «Dialogue for Catalonia», promogut per Òmnium Cultural i publicat a The Washington Post i The Guardian, a favor de l'amnistia dels presos polítics catalans i del dret d'autodeterminació en el context del procés independentista català. Els signants lamentaren la judicialització del conflicte polític català i conclogueren que aquesta via, lluny de resoldre'l, l'agreuja: «ha comportat una repressió creixent i cap solució». Alhora, feren una crida al «diàleg sense condicions» de les parts «que permeti a la ciutadania de Catalunya decidir el seu futur polític» i exigiren la fi de la repressió i l'amnistia per als represaliats.

## Caliban i la bruixa
L'obra més coneguda de Federici, Caliban i la bruixa, s'expandeix en l'obra de Leopoldina Fortunati. En ella argumenta contra l'afirmació de Karl Marx que l'«acumulació primitiva» és precursora necessària del capitalisme. En canvi, postula que l'acumulació primitiva és una característica fonamental del mateix capitalisme, i que el capitalisme, amb la finalitat de perpetuar-se, requereix una infusió constant del capital expropiat.
Federici relaciona aquesta expropiació amb el treball no remunerat de les dones, ambdós factors connectats a la reproducció que emmarca com a condició històrica per al sorgiment d'una economia capitalista predicada sobre el treball assalariat. En relació amb això descriu la lluita històrica per béns comuns i la lluita pel comunalisme. En lloc de veure el capitalisme com una derrota alliberadora del feudalisme, Federici interpreta l'ascens del capitalisme com un moviment reaccionari de subvertir la creixent onada de comunalisme i refrenar el contracte social bàsic.
A continuació, Federici situa la institucionalització de la violació i la prostitució, així com els judicis contra l'heretgia i la caça de bruixes, incendis i tortures en el centre d'un sotmetiment metòdic de les dones i l'apropiació del seu treball, fet també lligat a l'expropiació colonial, i ofereix un marc per a la comprensió de la labor del Fons Monetari Internacional, el Banc Mundial i d'altres institucions en el marc de la participació en un nou cicle d'acumulació primitiva, de manera que tot el que és comunitari com l'aigua, les llavors o el codi genètic, es privatitza i es tanca.

## Obra publicada en català
- El patriarcat del salari: crítiques feministes al marxisme. Tigre de Paper, 2018. ISBN 978-84-16855-13-1.
- Caliban i la bruixa: dones, cos i acumulació primitiva. Virus, 2018. ISBN 978-84-92559-85-5.[10]
- Tornar a encantar el món: el feminisme i la política dels comuns. Tigre de Paper, 2019. ISBN 978-84-16855-47-6.[11]
- Bruixes, caça de bruixes i dones. Tigre de Paper, 2020. ISBN 978-84-16855-60-5.[12]
- Més enllà de la perifèria de la pell. Tigre de Paper, 2021. ISBN 978-84-16855-90-2.